# 屍心瘋 (2010年電影)
是一部2010年由布雷克·艾斯納執導、史考特·柯薩爾與雷伊·萊特編劇的美國科幻恐怖片。本片為1973年同名電影的重拍版，主演有提摩西·奧利芬、朗妲·米契、喬·安德森與丹妮爾·帕娜貝克。原版電影的編劇與導演喬治·安德魯·羅梅羅擔任本片的執行製片。本片講述一座位於愛荷華州的虛構小鎮遭到一種會使感染者變得嗜血殘暴的病毒襲擊。本片於2月26日上映，並以2000萬元預算獲得5500萬元票房。爛番茄評論其“緊張，拍得很好，且難得智商在線”，Metacritic則給予混合評價。

## 劇情
在愛荷華州的一座虛構小鎮“奧格登沼澤”，鎮民突然出現詭異行為，例如一個男人手持霰彈槍闖進棒球賽，以及一名農夫將妻小關進衣櫃並縱火。這些現象被皮爾斯縣警長大衛和他懷孕的醫生妻子茱迪注意到。警長大衛和副警長羅素發現一架軍用貨機墜毀於小鎮河中，令大衛懷疑是裡面的貨物汙染了他們的水源，進而導致小鎮的奇怪現象。
突然，奧格登沼澤的所有通訊失效。軍隊抵達，將鎮民隔離在一所高中並測量體溫。大衛通過了篩檢，茱迪則沒通過，使夫妻倆被分開。後來感染者發起暴動，衝破學校的防線，於是軍隊撤離小鎮。逃出隔離後，大衛與羅素救走茱迪及她的助手貝卡。
四人試圖逃離奧格登沼澤並躲避軍隊，因為他們被下令處決所有非軍人及愈發殘暴的感染者。逃難途中他們獲得一輛車，卻被一架直升機追蹤，情急之下他們逃進一處洗車場，貝卡卻不幸被感染者殺死，隨後那台直升機摧毀了他們的車。繼續步行路上，倖存三人抓住一名情報官員，並從他口中得知當初那架貨機載有名為“Trixie”的生化武器，即為此物汙染了小鎮水源。羅素開始表現不正常並處決了該官員，導致羅素和大衛間關係緊張。羅素後來意識到他也被感染了。
當發現軍隊封鎖了唯一道路，羅素犧牲性命引開軍隊，好讓大衛和茱迪能通過。兩人來到一家卡車休息站，發現軍隊處決了所有“成功撤離”的鎮民；大衛無意間從軍用頻道得知十分鐘後將有一場空襲。在殺死幾名感染者後，他們逃進並開走一台卡車，與此同時一顆核彈摧毀了整個奧格登沼澤。這場爆炸令卡車拋錨，迫使他們步行前進。在夫妻倆前往錫達拉皮茲路上，一顆衛星捕捉到他們的行蹤，同時軍隊正在蒐集核爆後的小鎮殘餘。一則報導奧格登沼澤發生“化工廠爆炸”的新聞，不斷受到軍隊與感染者影像的干擾，隨即斷訊。

## 演員
- 提摩西·奧利芬 飾演 大衛·達頓
- 朗妲·米契 飾演 茱迪·達頓
- 喬·安德森（英语：Joe Anderson） 飾演 羅素·克蘭克
- 丹妮爾·帕娜貝克 飾演 貝卡·達令
- 克里斯蒂·林恩·史密斯（英语：Christie Lynn Smith） 飾演 迪爾德菈·法農
- 布雷特·瑞卡比 飾演 比爾·法農
- 普雷斯頓·貝里（英语：Preston Bailey） 飾演 尼可拉斯·法農
- 約翰·艾偉德（英语：John Aylward） 飾演 鎮長霍布斯
- 喬·里根 飾演 二等兵比利·貝布卡克
- 葛倫·莫舒瓦（英语：Glenn Morshower） 飾演 情報官員
- 賴瑞·塞德（英语：Larry Cedar） 飾演 班·山德波恩
- 葛雷戈里·史波爾勒德（英语：Gregory Sporleder） 飾演 塔維斯·昆因
- 麥克·希克曼 飾演 羅伊·漢彌爾
- 麗莎·K·懷亞特（英语：Lisa K. Wyatt） 飾演 佩姬·漢彌爾
- 賈斯汀·衛爾彭（英语：Justin Welborn） 飾演 柯特·漢彌爾
- 切特·葛利森 飾演 凱文·米勒
- 他姆斯·榮茲 飾演 奈森
- 布雷特·華格納 飾演 傑西
- 艾力克斯·凡 飾演 雷德
- 法蘭克·霍伊特·泰勒 飾演 殯儀人員查理斯·芬雷
- 賈斯汀·邁爾斯 飾演 史考堤·麥格雷格
- 瑪麗安·格林（英语：Marian Green） 飾演 麥格雷格太太
- E·羅傑·米契爾（英语：E. Roger Mitchell） 飾演 消防隊長湯姆

此外，原版電影中飾演凱西的林恩·路尼，於本片客串一名騎著自行車的感染者。

## 製作
電影主要攝於喬治亞州中部及愛荷華州的萊諾克斯，取景地點包含佩里的喬志亞國家博覽會場和“牧師的核桃”（Priester's Pecans）、梅肯的噴泉洗車店、都柏林部分區域、瓦利堡的皮奇縣立高中以及科迪爾部分區域（片中的卡車休息站其實是一家美國觀光景點遊客中心）。本片由Overture Films製作與發行。視覺特效由羅伯特·葛林·霍爾負責。曾出演原版電影的女星林恩·路尼於本片中客串“自行車上的女人”。

## 化妝
電影裡的化妝由Almost Human Studios設計；他們還負責過《死亡直播》、《科學怪魚》和《舞夜驚魂》等恐怖片的化妝。導演布雷克·艾斯納最初將感染者構想成殭屍的模樣，並和化妝團隊製作了很多感染者的模具與草稿，包含畸形和皮膚脫落。最終，他對老掉牙的殭屍造型感到厭煩，決定嘗試寫實的“深入皮膚之下”，例如青筋暴露，或是緊繃又健壯的臉、脖子與肌腱。艾斯納將這種形象描述為“過度鮮活”。
導演對於化妝設計只有一個要求——他們研究醫學書籍並請教醫學專家來設計感染者的樣子。領銜化妝師羅伯特·葛林·霍爾說：“若我們要拼湊什麼東西給布雷克看並說：‘他其中一邊的臉應該長這樣’，布雷克會立刻想知道什麼疾病會導致這樣，以及怎麼將現實世界應用進‘Trixie’。但最重要的是必須確保它感覺‘很逼真’，讓你覺得你也可能會染上這種東西。”化妝團隊採用的基礎大致包括狂犬病、破傷風和史蒂芬斯－強森症候群。
每一位感染者的裝扮大致包含21個區塊，需要超過三小時以達到電影呈現的最終效果。羅伯特說明電影裡看到的最終效果不只是化妝，還有光線、鏡頭角度及後製效果。這次設計的主題是“壓力”（stress），他希望感染者看起來“壓力很大”（stressed）。血管和眼睛是這次設計主要投入的部分。演員使用的眼型眼鏡鏡片會覆蓋整顆眼球，並且需要每隔五分鐘點一次眼藥水以免造成傷害。

## 發行
本片於2010年2月24日在洛杉磯首映，並於2010年2月26日在北美廣泛發行。本片上映後以1600萬美元成為票房季軍，僅次於《波麗士很忙》與《隔離島》。直到2010年5月，本片全球票房成長至大約5000萬美元。加拿大版DVD與藍光光碟魚2010年6月29日發行。DVD、藍光光碟與數位拷貝組合包分別於2010年6月29日與7月19日在北美與英國發行。

## 反響
在匯總媒體爛番茄上，根據148條評論，本片評分為71%，平均評分為6.4/10。該網站的評論共識是：“緊張，拍得很好，且難得智商在線，《屍心瘋》是部非常有效的翻拍恐怖片”。在Metacritic上，基於30位評論家，本片平均得分為55/100，代表“混合或中庸評價”。CinemaScore進行的觀眾調查給本片的的平均評分為B-。
《芝加哥論壇報》的麥可·菲利普斯授予本片4顆星中的3½顆星，並補充說他“非常喜歡這部巧妙維持又高效無情的'73 年版翻拍電影。它精簡而簡單。”《The Moving Arts》的Eric M. Armstrong稱“《屍心瘋》是一部扎實的B級片，且是為數不多超越原版的翻拍片之一”。《波士頓環球報》的泰·布爾給本片3/4顆星，吹捧本片是“非常扎實的東西——大約跟你期望B級片翻拍能多好的一樣好。”《綜藝》的影評人丹尼斯·哈維表示，它“出現了一部高於平均水準的類型片，相當於恐怖片和末日動作驚悚片”。
然而，《娛樂周刊》的歐文·葛雷博曼將本片評為C，並補充說“我不在乎這個前提是怎麼包裝的，我們已經看過它無數次了”。《紐約時報》的麥克·黑爾說“製作團隊似乎決心要拍一部嚴肅而令人尊敬的恐怖片，他們只有最低限度的樂趣。”《舊金山紀事報》的艾米·比安科利表示重拍版“比原版少了很多情節跟角色，但髮型更漂亮，特效也從廉價舞台血腥到觀眾期待的奢華粗暴恐怖。”
在《人民選擇獎》上，這部電影被提名為最喜歡的恐怖電影。

## 周邊商品
一部動態漫畫於2月17日在iTunes發行。還有一部總共四期的迷你系列漫畫書按照病毒擴散的時間線發行。一週後，一款iPhone的APP“小心感染者”發行，Starz則發行了一款Facebook遊戲。

## 外部連結
- 互联网电影数据库（IMDb）上《The Crazies》的资料（英文）
- AllMovie上《The Crazies》的资料（英文）
- Box Office Mojo上《The Crazies》的資料（英文）
- 爛番茄上《The Crazies》的資料（英文）
- Metacritic上《The Crazies》的資料（英文）